# 拉纳德·科普兰
拉纳德·科普兰（英語：Lanard Copeland，1965年7月16日—），美国NBA联盟前职业篮球运动员。